# Светски дан бицикла
Светски дан бицикла обележава се 3. јуна од 2018. године. У априлу 2018. године Генерална скупштина Уједињених нација прогласила је 3. јун Међународним светским даном бицикла.  Резолуција о Светском дану бицикла препознаје „јединственост, дуговечност и свестраност бицикла који се користи већ два века и да је то једноставно, приступачно, поуздано, чисто и еколошки одрживо превозно средство“. 

## Зачетак
Професор Лешек Сјибилски, пољски друштвени научник који ради у Сједињеним Државама, водио је основну кампању на својим часовима социологије за промоцију Резолуције УН-а за Светски дан бицикла, на крају стекавши подршку Туркменистана и 56 других земаља.    Оригинални лого УН-а Blue and White #June3WorldBicycleDay дизајнирао је Изак Фелд, а пратећу анимацију је урадио професор Џон Свансон. Приказује бициклисте различитих врста који возе широм света. На дну логотипа налази се хаштаг #June3WorldBicycleDay. Главна порука је показати да бицикл припада и служи читавом човечанству. 

## Значај
Светски дан бицикала је светски празник намењен уживању свих људи без обзира на било коју карактеристику. Бицикл као симбол људског напретка  "[промовише] толеранцију, међусобно разумевање и поштовање и [олакшава] социјалну инклузију и културу мира".  Даље се наводи да је бицикл "симбол одрживог транспорта и преноси позитивну поруку за подстицање одрживе потрошње и производње и има позитиван утицај на климу". 
Светски дан бицикала сада се повезује са промоцијом здравог начина живота за оне који имају дијабетес типа 1 и типа 2. 